# Heintz Peak
Der Heintz Peak ist ein rund 2200 m hoher Berg im Palmerland auf der Antarktischen Halbinsel. Er ragt 3 km nördlich des Mount Acton am nördlichen Ende des Westkamms der Welch Mountains auf.
Der United States Geological Survey kartierte ihn im Jahr 1974. Das Advisory Committee on Antarctic Names benannte ihn 1976 nach Lieutenant Commander Harvey Louis Heintz (1936–2016) von der United States Navy, Kommandant einer Lockheed C-130 Hercules während der Operation Deep Freeze der Jahre 1969 und 1970.